# Alfa Romeo Tipo 512
Chronologie des modèles
L'Alfa Romeo Tipo 512 est une automobile sportive produite en 1940 pour concourir dans les courses de voiturettes, c'est-à-dire de moins d'un litre et demi de cylindrée. À cause de la Seconde Guerre mondiale et faute de développement, la voiture ne prend finalement pas le chemin des circuits.